# Friedrich Huneborstel
Friedrich Huneborstel, auch Frederick Borstel oder Frederik Borstel genannt (geboren vor 1503; gestorben 1552 in Braunschweig), war ein deutscher Kaufmann, Ratsherr und Stifter.

## Leben

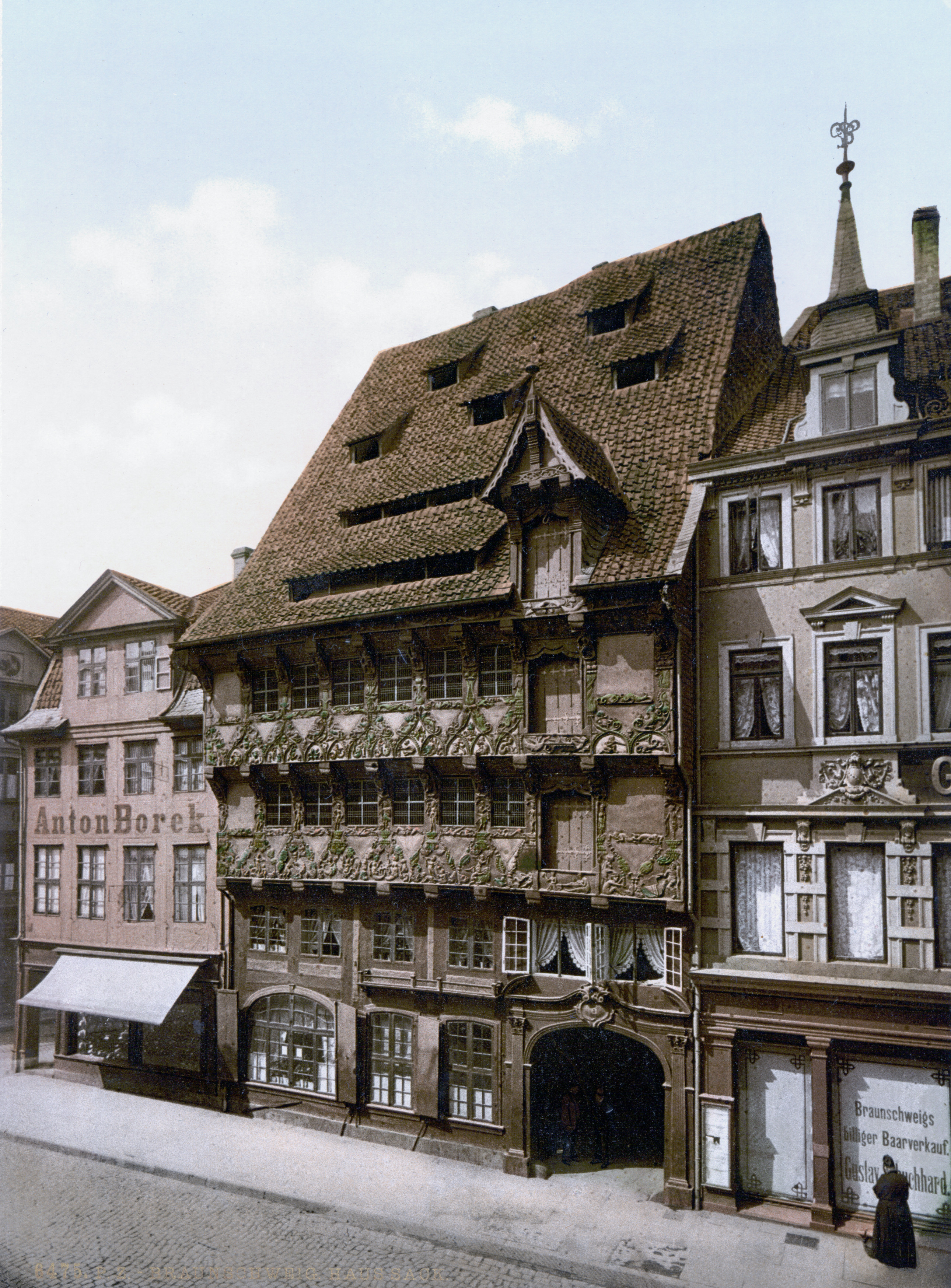
Das Huneborstelsche Haus, an seinem ursprünglichen Standort, Sack 5 (Chromolithografie um 1900).

Friedrich Huneborstel war wahrscheinlich ein Nachkomme Hermann Huneborstels, der im 14. Jahrhundert nach Braunschweig gekommen war. Erstmals genannt wurde Friedrich Huneborstel 1503 als Bewohner des Meinhardshofes. Sein Beruf als Krämer ist für das Jahr 1514 belegt. Huneborstel war von 1532 bis 1551 Ratsherr des Sacks. Von 1532 bis 1538 war er Gerichtsherr und von 1539 bis 1551 Bruchkämmerer des Weichbildes.
1524 kaufte er ein Grundstück im Weichbild Sack gegenüber dem Sackrathaus, auf dem er bis 1528 oder 1536 das später nach ihm benannte „Huneborstelsche Haus“ errichten ließ. Ab ca. 1822 wurde es auch als Demmer'sches Haus bezeichnet.
Huneborstel heiratete Anna Grove[n] (gestorben nach 1575). Die Ehe blieb kinderlos. Auf einem Schwellbalken des Hauses ist links das Huneborstelsche Wappen, eine durchstochene Rose, zu sehen; rechts eine Triangel, das Wappen der Familie seiner Frau.
Seine Witwe behielt das Haus bis 1575, bevor es in den Besitz ihres Neffen Henning Ulenhop überging. Dessen Familie hielt das Haus noch knapp hundert Jahre.